# Superman (Taylor Swift)
Superman è una canzone della cantante statunitense country pop Taylor Swift, pubblicata l'8 novembre 2011 come singolo promozionale dalla ristampa del suo terzo album Speak Now. Il brano è stato scritto dalla stessa Taylor Swift e prodotto da lei e Nathan Chapman.
Il singolo era già entrato alla posizione numero 82 della classifica canadese il 13 novembre 2010, visto che nel Paese era uscita l'edizione deluxe dell'album in concomitanza con quella standard, mentre negli Stati Uniti è entrato alla numero 26 della classifica generale e alla 13 della classifica digitale con 91 000 copie digitali vendute in una settimana.

## Classifiche
| Classifica (2010/2011) | Posizione massima |
| ---------------------- | ----------------- |
| Canada                 | 82                |
| Stati Uniti            | 26                |

## Superman (Taylor's Version)
In seguito alla controversia con la sua precedente casa discografica e la vendita dei master delle pubblicazioni precedenti al suo contratto con la Republic Records, Swift ha cominciato a ri-registrare tutta la sua discografia dal 2006 al 2019, includendo anche brani non inclusi in alcun album in studio. Ogni reincisione presenta la dicitura Taylor's Version nel titolo, per distinguerla dall'incisione originale e quindi dal master non di proprietà della cantautrice.
Il 7 luglio 2023 Taylor Swift ha ripubblicato il brano sotto il nome Superman (Taylor's Version), incluso nell'album Speak Now (Taylor's Version).